# Vườn quốc gia Manupeu Tanah Daru
Vườn quốc gia Manupeu Tanah Daru nằm trên đảo Sumba của Indonesia. Nó bao gồm các khu rừng đất thấp trên các sườn dốc cao lên đến độ cao 600 mét.

## Động thực vật
Vườn quốc gia này bao gồm khoảng 118 loài thực vật được bảo vệ bao gồm Toona sureni, Sterculia Foetida, Schleichera oleosa, Hoa sữa, Me, Aleurites moluccana, loài Trâm, loài phi lao, và Bông ổi.
Ngoài ra, nơi đây còn có 87 loài chim được bảo vệ trong khu vực này, với 7 đơn vị phân loại chim là loài đặc hữu của đảo Sumba. Đó là những loài Cacatua sulphurea, bồ câu xanh Sumba, chim Đớp ruồi Sumba, Coracina dohertyi, Cinnyris buettikoferi và Hồng hoàng Sumba.
Tại đây còn có 57 loài bướm, trong số đó có 7 loài đặc hữu của hòn đảo bao gồm Papilio neumoegenii, Ideopsis oberthurii, Delias fasciata, Junonia adulatrix, Athyma Karita, Sumalia Chilo, và Elimnia amoena.